# Johnny Bravo
Johnny Bravo è una serie animata statunitense ideata da Van Partible.
Racconta le vicende di Johnny Bravo, un ragazzo muscoloso e con gli occhiali da sole che vive con sua madre e che cerca in continuazione di convincere le donne ad uscire con lui, nonostante fallisca sempre a causa delle sue azioni. Si ritrova spesso ad avere problemi e situazioni bizzarre, spesso accompagnato da ospiti famosi come Donny Osmond o Adam West. È la seconda serie animata originale prodotta da Cartoon Network ed è nota per il suo umorismo per adulti e per i riferimenti alla cultura pop.
La serie è stata trasmessa per la prima volta negli Stati Uniti su Cartoon Network dal 14 luglio 1997 al 27 agosto 2004, per un totale di 65 episodi (e 178 segmenti) ripartiti su quattro stagioni. In Italia la serie è stata trasmessa su Cartoon Network dal 10 ottobre 1998 al 22 dicembre 2004.
Johnny Bravo è stato candidato per quattro Annie Award, uno YoungStar Award e due Golden Reel Award. La serie ha contribuito a lanciare le carriere di diversi animatori, tra cui Seth MacFarlane e Butch Hartman. Sono stati tratti fumetti, volumi in DVD e VHS, giocattoli da collezione, magliette e videogiochi.

## Trama
La serie è incentrata su Johnny Bravo, un giovane muscoloso e narcisista che vive con sua madre e cerca di convincere le donne a uscire con lui, anche se di solito non ha successo. Finisce in situazioni bizzarre, spesso accompagnato da personaggi famosi come Donny Osmond o Adam West.

## Episodi
| Stagione         | Episodi | Prima TV USA | Prima TV Italia |
| ---------------- | ------- | ------------ | --------------- |
| Prima stagione   | 13      | 1997         | 1998            |
| Seconda stagione | 22      | 1999-2000    | 2000-2001       |
| Terza stagione   | 17      | 2000-2002    | 2001-2002       |
| Quarta stagione  | 13      | 2004         | 2004            |
| Speciali         | 2       | 2001-2003    | 2001-2004       |

## Personaggi

Johnny (a destra) insieme a sua madre nel locale di Pops

- Johnny Bravo (stagioni 1-4), voce originale di Jeff Bennett, italiana di Sergio Di Stefano. Il protagonista della serie; è un ragazzo palestrato, vanitoso, ignorante e sempre a caccia di ragazze, ma le sue avventure finiscono sempre con un buco nell'acqua a causa della sua spavalderia e della sua scarsa intelligenza. Ha la bizzarra abitudine di non togliersi mai i suoi occhiali da sole, nemmeno quando nuota o va a dormire.
- Bunny "Mamma" Bravo (stagioni 1-4), voce originale di Brenda Vaccaro, italiana di Stefanella Marrama. La madre di Johnny. Amorevole ma svitata, tratta sempre suo figlio come se fosse un bambino. Infatti proprio a causa del suo atteggiamento eccessivamente apprensivo, Johnny non è in grado di fare scelte responsabili e di provvedere a sé stesso usando il buon senso. Anche lei non si toglie mai i suoi occhiali scuri.
- Suzy (stagioni 1-4), voce originale di Mae Whitman, italiana di Veronica Puccio. È la vicina di casa di Johnny, una bambina di sei anni che lo assilla sempre con infantili o assurde richieste, a volte arrivando addirittura a ricattarlo.
- Carl Chryniszzswics (stagioni 2-4), voce originale di Tom Kenny, italiana di Fabrizio Manfredi. Un genio della scienza un po' infantile e timido; è convinto di essere il migliore amico di Johnny, sebbene quest'ultimo non nasconda affatto il disprezzo che prova nei suoi confronti.
- Pops (stagioni 2-4), voce originale di Larry Drake, italiana di Sandro Iovino. Il barista dell'omonimo locale che Johnny frequenta spesso e dove si ritrovano sempre i personaggi più strani. È un individuo molto affabile e amichevole, ma sa anche essere alquanto avido e opportunista, specie se si tratta di poter aumentare i propri guadagni. Inoltre, tende ad usare ingredienti discutibili per i suoi piatti. Ha un aiutante animalesco di nome Bobo.
- Maestro Hamma (stagioni 2-4), voce originale di Brian Tochi, italiana di Vittorio Stagni. Il maestro di karate di Johnny, del quale ha tuttavia una bassa considerazione perché è lo studente più debole e patetico del suo dojo.
- Ragazzo della giungla (stagione 1), voce originale di Cody Dorkin, un bambino selvaggio che vive nella giungla con una super forza e la capacità di parlare con gli animali.

### Guest star
Nella serie ci sono diverse apparizioni di personaggi famosi, che comprendono: Michael Jordan, Don Knotts, Jessica Biel, Alec Baldwin, "Weird Al" Yankovic, Luke Perry, Farrah Fawcett, Vendela Kirsebom, Adam West, Dionne Warwick, Mick Jagger, Richard Simmons, Mr. T, Mark Hamill, Shaquille O'Neal, Donny Osmond, Seth Green, Allyce Beasley, Curtis Armstrong, Chuck D, Jeffrey Tambor, Tia Carrere, e Laraine Newman.

## Altri media

### Fumetti
Johnny Bravo è apparso per la prima volta nei fumetti nella serie Cartoon Network Starring della DC Comics dal 1999 al 2001. Altre storie sono state poi incluse nel fumetto antologico dei Cartoon Cartoons di Cartoon Network della DC Comics dal 2001 al 2004 e in Cartoon Network Block Party dal 2004 al 2009.
Nel febbraio 2013, IDW Publishing ha annunciato una partnership con Cartoon Network per produrre fumetti basati sulle sue proprietà editoriali. Johnny Bravo è stato uno dei titoli annunciati per essere pubblicati.

### Videogiochi
Un videogioco intitolato Johnny Bravo in The Hukka Mega Mighty Ultra Extreme Date-O-Rama! è stato pubblicato il 9 giugno 2009 per Nintendo DS e PlayStation 2. La versione PlayStation 2 è stata distribuita esclusivamente in Europa e Australia da Blast Entertainment, mentre la versione per Nintendo DS è stata distribuita in Nord America da MumboJumbo.
I personaggi di Johnny Bravo sono presenti in diversi videogiochi della rete: Cartoon Network: Block Party, Cartoon Network Racing, Cartoon Network Speedway, Cartoon Network Universe: FusionFall e Cartoon Network: Pugni a volontà.

### Lungometraggi
Nel 2002 i diritti del personaggio sono stati acquisiti da Warner Bros. per un film in live action con protagonista Dwayne Johnson, che tuttavia non è mai stato realizzato.
Un film intitolato Johnny Bravo va a Bollywood, co-prodotto con Inspidea Animation Malaysia, Cartoon Network Studios Asia e Famous House of Animation, è stato trasmesso inizialmente come cortometraggio di 11 minuti dal titolo Johnny Goes to Bollywood, prima nel giugno 2009 in India e poi nell'agosto 2010 in Regno Unito. Il film vero e proprio, invece, è stato trasmesso in anteprima assoluta in Australia su Cartoon Network il 4 novembre 2011. In Italia è stato trasmesso su Boing il 6 gennaio 2013.

### Altro
Un blocco di programmazione chiamato JBVO: Your All Request Cartoon Show veniva trasmesso la domenica su Cartoon Network dal 2 aprile 2000 alla metà del 2001. È stato condotto da Johnny Bravo, insieme ad alcune guest star come Pollo (da Mucca e Pollo). I chiamanti avevano la possibilità di scrivere al programma tramite posta elettronica o il sito web di Cartoon Network per richiedere la trasmissione di un cartone animato dalla libreria della rete ad eccezione degli episodi da mezz'ora. In un'occasione, una delle chiamanti di nome Jennifer ha richiesto un episodio di Dragon Ball Z. Dato che durava mezz'ora, Johnny ha mandato avanti l'intero episodio fornendo solo commenti approssimativi. Successivamente, Johnny si è scusato con il chiamante per l'inconveniente.
Dopo la fine della serie, un altro programma contenitore è stato lanciato in Europa, col titolo Toon FM. La serie presentava alcuni cambiamenti rispetto alla precedente, includendo tra le altre cose, Godzilla che presenta il meteo. In Toon FM era presente Brak, da Space Ghost Coast to Coast, come co-conduttore.
Dal 2005 al 2006, un altro programma con un concept simile intitolato Viva Las Bravo è stato trasmesso su alcune varianti europee di Cartoon Network. Ogni giorno, Johnny annunciava tre cartoni animati e quello che riceveva i voti più alti via e-mail o su CartoonNetworkHQ.net veniva mostrato per due ore il giorno successivo. Ha continuato ad apparire costantemente nella rete durante le interruzioni pubblicitarie, facendo battute o rispondendo alle e-mail e alle telefonate divertenti.